# 1-й Магистральный тупик
Пе́рвый Магистра́льный тупи́к — тупик, расположенный в Северном административном округе города Москвы на территории Хорошёвского района.

## История
Тупик получил своё название 23 мая 1952 года как часть системы транспортных магистралей между многочисленными промышленными предприятиями, сосредоточенными на стыке Хорошёвского и Пресненского районов.

## Расположение

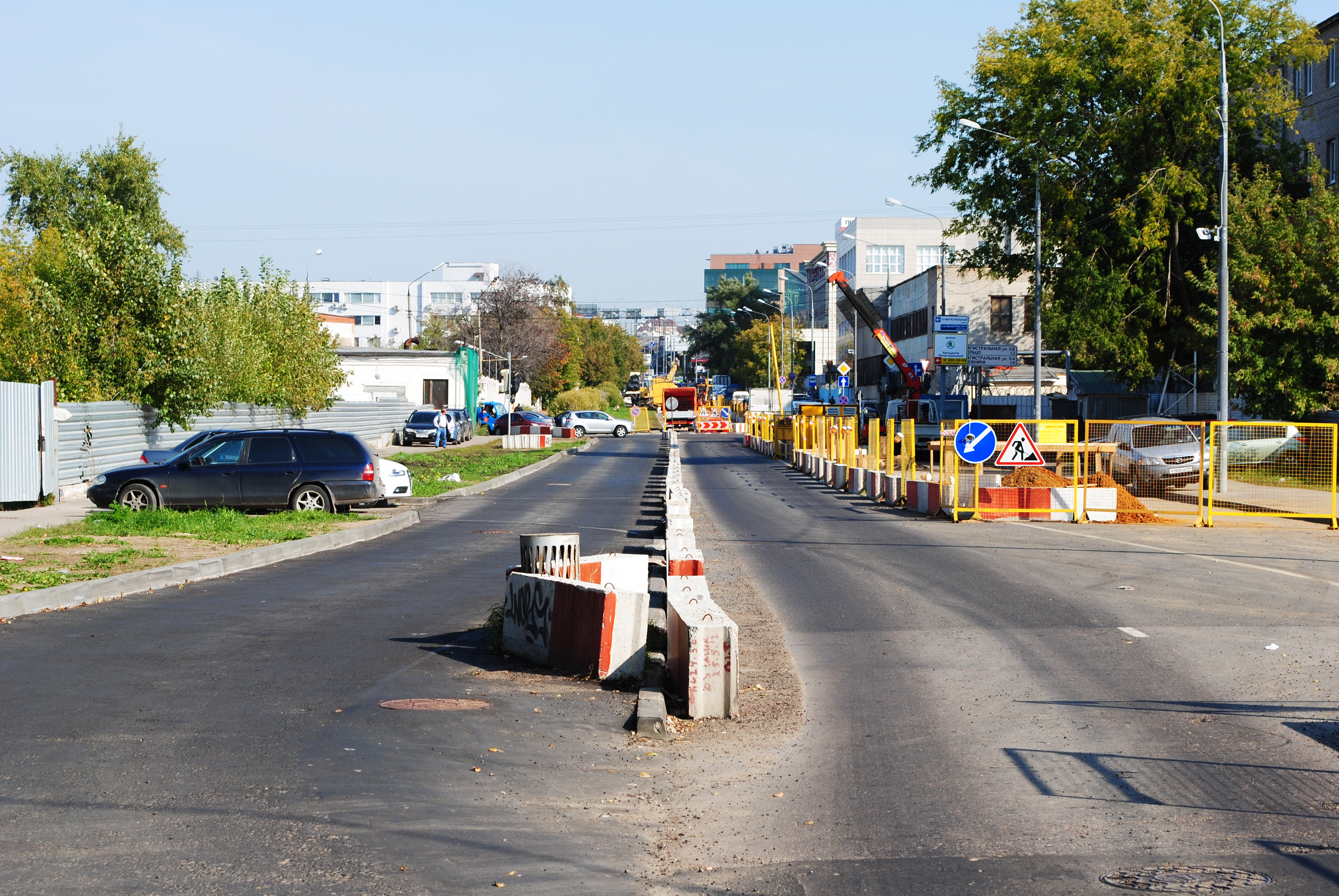
Безымянный проезд от 3-й Магистральной улицы к 1-му и 2-му Магистральным тупикам (фактически продолжение 1-го Магистрального тупика; вид от 3-й Магистральной улицы в сторону 1-го и 2-го Магистральных тупиков): ремонтные работы в сентябре 2012 года.

1-й Магистральный тупик проходит от 2-й Магистральной улицы на запад до 2-го Магистрального тупика, за которым продолжается как безымянный проезд, проходящий до 3-й Магистральной улицы. Восточная часть тупика включена в транспортную развязку Звенигородского шоссе с Третьим транспортным кольцом и 2-й Магистральной улицей. Имея сквозные проезды со обоих концов, несмотря на своё название тупиком не является. Нумерация домов начинается от 2-й Магистральной улицы.

## Примечательные здания и сооружения
По нечётной стороне:
По чётной стороне:

## Транспорт

### Автобус
- 27: по восточной части тупика в сторону 2-й Магистральной улицы.
- 38: по восточной части тупика в сторону 2-й Магистральной улицы.
- 69: по восточной части тупика в сторону 2-й Магистральной улицы.
- 152: по восточной части тупика в сторону 2-й Магистральной улицы.
- 294: по восточной части тупика в сторону 2-й Магистральной улицы.

### Метро
- Станция метро «Беговая» Таганско-Краснопресненской линии — северо-восточнее тупика, в начале Хорошёвского шоссе.
- Станция метро «Полежаевская» Таганско-Краснопресненской линии — северо-западнее тупика, на Хорошёвском шоссе.
- Станция метро «Хорошёвская» Большой кольцевой линии — севернее улицы, на Хорошёвском шоссе
- Станция метро «Шелепиха» Большой кольцевой линии — южнее улицы, на Шелепихинском шоссе.

### Железнодорожный транспорт
- Станция МЦК «Шелепиха» — южнее улицы, на Шелепихинском шоссе.
- Платформа «Беговая» Смоленского направления МЖД — северо-восточнее тупика, в начале Хорошёвского шоссе.